# Самюъл Барбър
Самюъл Осборн Барбър II (на английски: Samuel Barber) е американски композитор на класическа музика – от оркестрална до опера, хорал и пиано. Неговото Adagio for Strings става най-известната му творба и може да бъде чуто във филми като Взвод (Platoon), Човекът слон (The Elephant Man), El Norte, Амели (Amélie), Маслото на Лоренцо (Lorenzo's Oil) и Reconstruction, тя става особено популярна и с Adagio for Strings от Тиесто.

## Биография
Самюъл Бърбър е роден на 9 март 1910 г. в Уест Честър, Пенсилвания. От много ранна възраст Барбър е силно увлечен от музиката, а има и голям музикален талант и възможности. На 14-годишна възраст влиза в Института Къртис (Curtis Institute of Music), престижна консерватория във Филаделфия, където учи пиано, композиция и солфеж. По време на престоя си там той среща Джанкарло Меноти (на италиански: Gian Carlo Menotti), съученик, с когото стават любовници и житейски партньори.
От двадесетгодишна възраст Барбър композира множество успешни творби, което го катапултира в центъра на вниманието на музикалния свят. Много от творбите му са поръчани и изпълнени от известни артисти като Владимир Хоровиц, Елиънор Стибър, Рая Гарбусова, Джон Браунинг, Пиер Бернак и др. Прочутото Adagio for Strings е представено за пръв път от Симфоничния оркестър на NBC, под диригентството на Артуро Тосканини, през 1938 г., когато Барбър е едва на 28 години.
Барбър служи във военновъздушните сили на САЩ по време на Втората световна война. По това време композира своята втора симфония, чиято премиера е в началото на 1944 г. с Бостънския симфоничен оркестър, под диригентството на Сергей Кусевицкий.
През 1958 и 1963 г. Барбър печели Наградата „Пулицър“ съответно за операта „Ванеса“ (чието либрето е дело на Меноти) и за своя Концерт за пиано и оркестър.
Последните 15 години от живота си Барбър прекарва в уединение. Диагностициран е с клинична депресия след неуспеха на третата си опера – „Антоний и Клеопатра“ (самият той вярва, че това е най-добрата му творба). Въпреки артистичната си изолация, той продължава да твори почти до смъртта си на 23 януари 1981 г. (на 70 години).